# Michel Kreder
Pour les articles homonymes, voir Kreder.
Michel Kreder, né le 15 août 1987 à La Haye, est un coureur cycliste néerlandais, professionnel entre 2010 et 2019. 

## Biographie

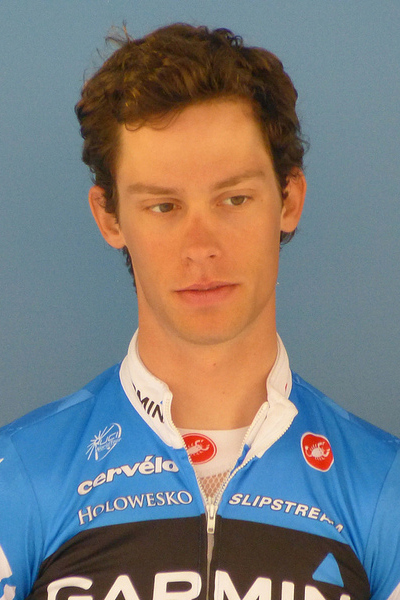
Michel Kreder lors du Tour du Pays basque 2013.

Michel Kreder naît le 15 août 1987 à La Haye aux Pays-Bas. Son frère Raymond est également coureur, tout comme son cousin Wesley.

### Carrière amateur
Michel Kreder remporte en 2004 chez les juniors (moins de 19 ans) le Grand Prix Bati-Metallo, une étape du Grand Prix Rüebliland et une étape sur la Route de l'Avenir, où il se classe deuxième au classement général. La saison suivante, il gagne des étapes sur la Route de l'Avenir, le Trophée Centre Morbihan et le  Tour de Toscane juniors. Aux championnats du monde sur piste juniors à Vienne, il décroche la médaille d'argent de la course aux points.
En 2006, il court pour l'équipe continentale belge Unibet-Davo, qui devient Davo l'année suivante. Il passe ensuite en 2008 et 2009 dans l'équipe Rabobank Continental et obtient plusieurs succès d'étape sur le calendrier UCI Europe Tour.

### Carrière professionnelle
Après deux saisons dans l'équipe néerlandaise Rabobank Continental, il signe pour la saison 2010 dans l'équipe World Tour Garmin-Transitions de Jonathan Vaughters. Il s'illustre lors de sa première saison dans cette équipe en terminant deuxième du Grand Prix Miguel Indurain après le déclassement de Alejandro Valverde et septième du Tour de Catalogne. Il remporte son premier succès en tant que coureur professionnel lors de la deuxième étape du Circuit de la Sarthe 2011.
En 2012, il démarre de la meilleure des manières sa saison avec deux succès sur le Tour méditerranéen, qu'il finit à la deuxième place. Il enchaîne en remportant pour la deuxième année consécutive la deuxième étape du Circuit de la Sarthe. En 2013, il gagne la quatrième étape des Quatre Jours de Dunkerque et se classe troisième de l'Arctic Race of Norway
En 2014, il entre dans l'équipe Wanty-Groupe Gobert. En 2015, il court pour l'équipe Roompot, qui devient Roompot Oranje Peloton le 9 mars 2015.
Au mois d'octobre 2016, il signe un contrat en faveur de la nouvelle équipe irlandaise Aqua Blue Sport. Entre 2010 et 2017, il participe à quatre reprises au Tour d'Espagne. En 2018, il termine onzième du Tour du Limousin. 

### Reconversion
Il arrête sa carrière à l'issue de la saison 2019 et devient directeur sportif chez les amateurs.

## Palmarès sur route

### Par année
- 2003
  - 2e du championnat des Pays-Bas du contre-la-montre cadets
- 2004
  - 2e étape de la Route de l'Avenir
  - Grand Prix Bati-Metallo
  - 3e étape du Grand Prix Rüebliland
  - 2e de la Route de l'Avenir
  - 3e des Trois Jours d'Axel
  - 3e du championnat des Pays-Bas sur route juniors
- 2005
  - 2e étape de la Route de l'Avenir
  - 4e étape du Tour de Toscane juniors
  - 2e étape de la Ster van Zuid-Limburg
  - 2e étape du Trophée Centre Morbihan
  - 3e du Circuit de la Région wallonne
- 2007
  - 4e étape du Tour de Thuringe
- 2008
  - 3e étape du Circuito Montañés
  - 1re étape du Tour Alsace
- 2009
  - 4e étape du Circuit de Lorraine
  - 1re étape du Circuito Montañés
  - 2e de l'Istrian Spring Trophy
  - 5e du Tour de l'Avenir
- 2010
  - 2e du Grand Prix Miguel Indurain
  - 7e du Tour de Catalogne

- 2011
  - 2e étape du Circuit de la Sarthe

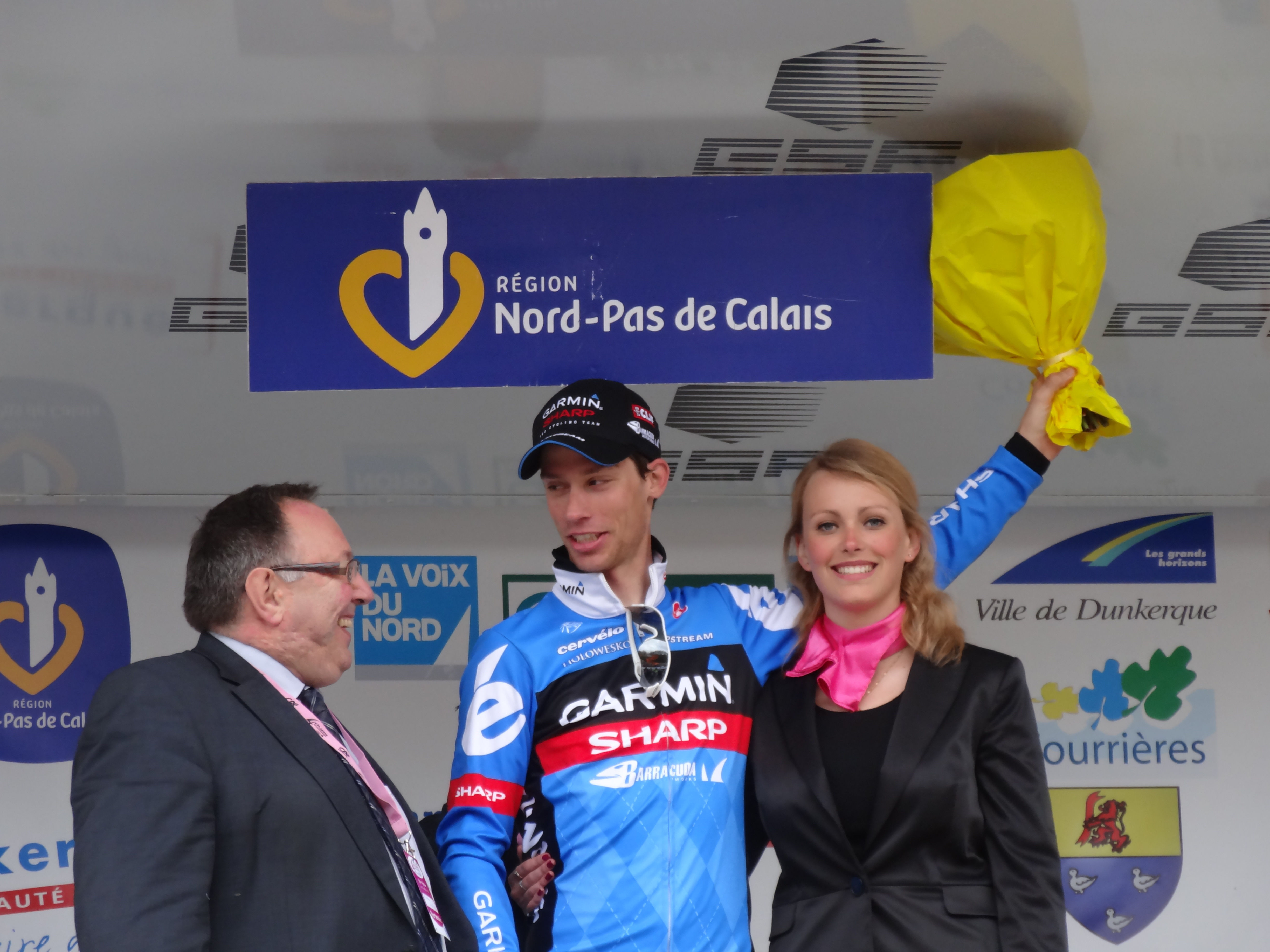
Michel Kreder, vainqueur de la 4e étape des Quatre Jours de Dunkerque 2013.

  - 10e de la Vattenfall Cyclassics
- 2012
  - 2e et 3e étapes du Tour méditerranéen
  - 2e étape du Circuit de la Sarthe
  - 2e du Tour méditerranéen
- 2013
  - 4e étape des Quatre Jours de Dunkerque
  - 3e de l'Arctic Race of Norway

### Résultats sur les grands tours

#### Tour d'Espagne
4 participations
- 2010 : 152e
- 2012 : 96e
- 2013 : abandon (14e étape)
- 2017 : 128e

### Classements mondiaux
| Année                  | 2007 | 2008 | 2009 | 2010 | 2011 | 2012 | 2013 | 2014 |
| ---------------------- | ---- | ---- | ---- | ---- | ---- | ---- | ---- | ---- |
| Calendrier mondial UCI |      |      |      | 107e |      |      |      |      |
| UCI World Tour         |      |      |      |      | 191e | nc   | nc   |      |
| UCI Europe Tour        | 677e | 362e | 86e  |      |      |      |      | 185e |

## Palmarès sur piste

### Championnats du monde juniors
- Vienne 2005
  -  Médaillé d'argent de la course aux points

### Championnats nationaux
- 2003
  -  Champion des Pays-Bas de l'omnium cadets
- 2004
  - 3e du championnat des Pays-Bas de poursuite juniors
- 2012
  -  Champion des Pays-Bas de l'américaine
- 2014
  - 2e du championnat des Pays-Bas de l'américaine
- 2016
  -  Champion des Pays-Bas de la course aux points
  - 2e du championnat des Pays-Bas de l'américaine